# RIP (videojuegos)
Un juego RIP (o juego rippeado) se refiere a una versión modificada de un juego a la que se le han eliminado archivos para que su peso sea menor.

## Historia
Los juegos ripeados alcanzaron su apogeo en los 1990s, durante la transición desde los disquetes a CD-ROM. Debido a la gran cantidad de datos que podía guardar un CD-ROM en comparación con un disquete, los juegos que salían a la venta comenzaron a ocupar más espacio. Por esta razón, los crackers comenzaron a quitar componentes a dichos juegos en CD-ROM para lograr que entraran nuevamente en un disquete.
En la década de los 2000s la cantidad de juegos ripeados declinó drásticamente debido a varias razones, como el fácil acceso de CDs y DVDs grabables y los aumentos de ancho de banda.
En la década de los 2010s las versiones ripeadas vieron un nuevo incremento en número y popularidad, con el aumento en el número de juegos lanzados en DVD de doble capa o Blu-ray, así como la masificación de Internet en todo el mundo.

## Métodos
Mientras que algunos juegos no incluyen música o videos (Heavy RIP), en otros el contenido no es removido, sino reducido a una calidad inferior, logrando que juegos con videos de alta definición sean recomprimidos a resoluciones más bajas para ahorrar espacio (Medium RIP). En otros se eliminan archivos secundarios, como lenguajes adicionales o las versiones incluidas de DirectX, Gamespy, Acrobat Reader, Launchers, manuales o archivos de ayuda (Low RIP o DX). Por lo regular se incluye un archivo de texto con la información sobre cuales son los componentes faltantes o modificados.

## Ilegalidad
Aunque normalmente los juegos ripeados son utilizados como método de piratería en internet, algunas personas utilizan la técnica para realizar sus copias de seguridad en CD-ROM o transportar sus juegos en la memoria de un teléfono móvil. Cualquiera sea el caso, es común que la Licencia de software no permita la modificación de los archivos del juego; por lo tanto, aunque el uso sea privado, es ilegal. Sin embargo, son muchos los países en los que dichas licencias carecen de validez, como en el caso de España, ya que se trata de un contrato unilateral del que se informa una vez comprado el bien, lo cual a efectos legales es como si no existiese.